# NGC 4147
NGC 4147 est un amas globulaire situé dans la constellation boréale de la Chevelure de Bérénice. Il a été découvert par l'astronome anglais William Herschel le 15 février 1784, qui le décrivit comme un objet « très lumineux, plutôt large, devenant progressivement plus brillant au milieu »,. Cette première observation de William Herschel a été incluse dans le New General Catalogue comme NGC 4153. C'est la deuxième observation de William Herschel en date du 14 mars 1784 qui s'est vu octroyer la désignation NGC 4147.

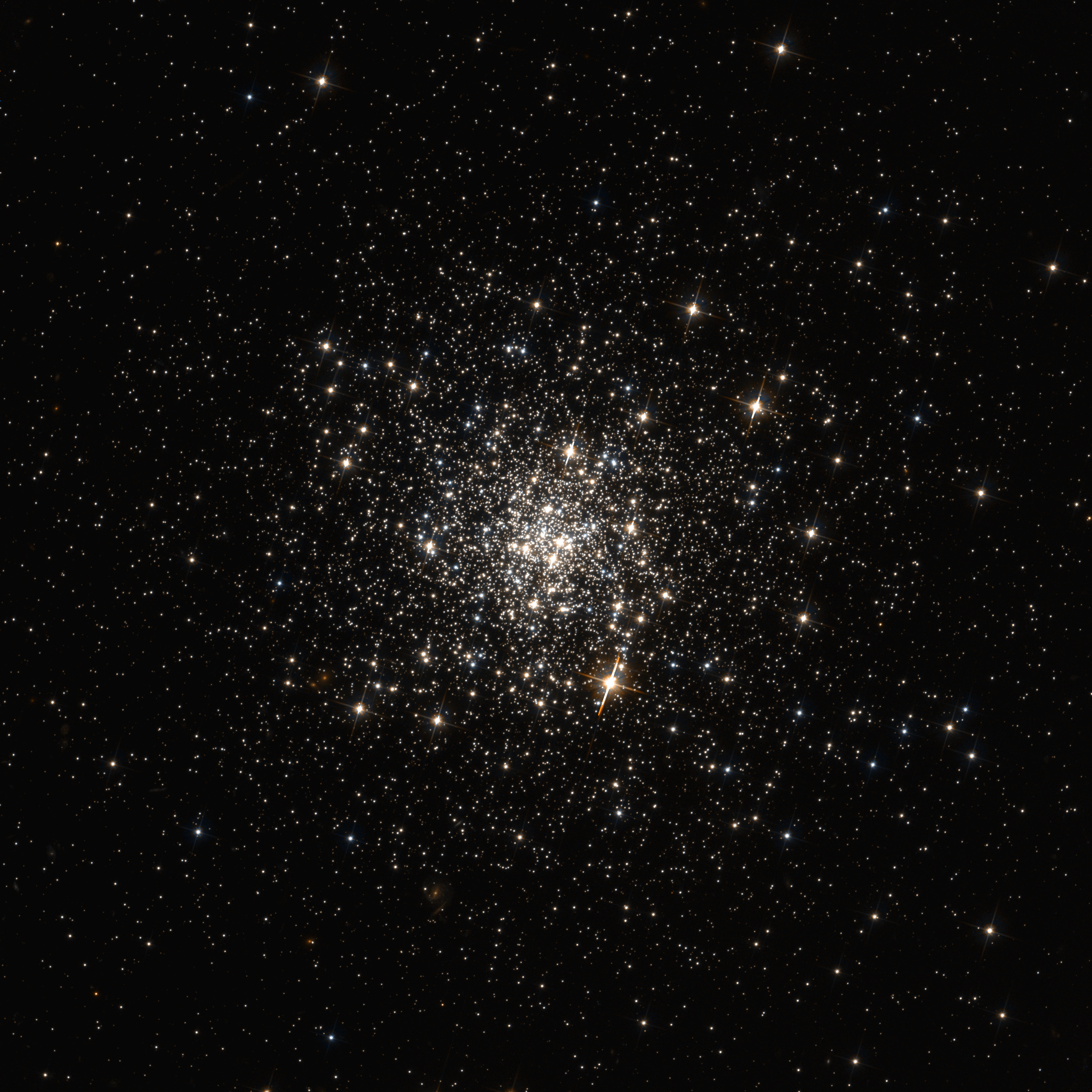
NGC 4147 par le télescope spatial Hubble.

Sa magnitude apparente est de 10,7. Il est situé à environ 19 kpc (∼62 000 al) du Soleil, à une latitude galactique élevée de 77,2°.
C'est un amas globulaire relativement petit, et qui est classé 112e en luminosité parmi la population d'amas globulaires de la Voie lactée. Il est considéré comme un amas de type Oosterhoff I (OoI), bien qu'il ait une métallicité relativement faible. En fait, sa métallicité est la plus basse parmi tous les amas de type OoI connus. Il possède 19 étoiles variables candidates de type RR Lyrae et un grand nombre de 23 traînardes bleues. Ces dernières sont présentes en plus grande proportion vers le cœur, dense, de l'amas, ce qui est cohérent avec l'idée selon laquelle les traînardes bleues seraient issues de fusions d'étoiles,. La métallicité de NGC 4147 est estimée à −1,50 [Fe/H] et son âge à 11,39 milliards d'années. Selon une étude publiée en 2011 par J. Boyles et ses collègues, la métallicité de l'amas est égale à -1,80 et sa masse est égale à 74 700 {\displaystyle M_{\odot }}. Dans cette même étude, la distance de l'amas est estimée à environ 19,3 kpc (∼62 900 al).
L'amas est distant de 21,6 ± 2,3 kpc (∼70 500 al) du centre galactique et il est relativement isolé des autres amas globulaires de la galaxie. La position de l'amas en fait un candidat qui serait associé au courant du Sagittaire, et il pourrait ainsi avoir été capturé par la Voie lactée après avoir été séparé de la galaxie naine du Sagittaire. Une carte du contour de l'amas montre des bras de marée en forme de S qui s'étirent au nord et au sud, jusqu'à plusieurs rayons de marée de l'amas. De telles caractéristiques sont prédites pour les amas globulaires qui suivent des orbites elliptiques et qui sont proches de leur apoapside.